# Maiden Arm
De Maiden Arm is een ongeveer 3 km lange zeearm in de Canadese provincie Newfoundland en Labrador. De baai bevindt zich in het uiterste noorden van het eiland Newfoundland.

## Geografie
De Maiden Arm bevindt zich aan de noordoostkust van het Great Northern Peninsula van Newfoundland. Het is een zuidelijke zijarm van de grote Hare Bay. De zeearm bevindt zich in een afgelegen gebied ruwweg halverwege Spring Village en Four Harbour, twee zeer kleine kustnederzettingen zonder permanente inwoners.
De zeearm is zo'n 3 km lang en heeft ruwweg een Z-vorm. Hij gaat eerst 1,2 km in zuidwestelijke richting, waarna hij scherp naar het noordoosten toe draait, en uiteindelijk eindigt in twee kleine zijbaaitjes. Bij zijn toegang is hij ongeveer 250 meter breed.  Boten kunnen de Maiden Arm binnenvaren door te passeren tussen Starboard Island en Port Island. 